# Тутєров Тімур Володимирович
Тімур Володимирович Тутєров (нар. 11 червня 2005, Бахчисарай, АР Крим, Україна) — український футболіст, лівий вінґер молодіжної команди англійського «Сандерленда». Бронзовий призер юнацького чемпіонату Європи 2024 у складі збірної України U-19.

## Клубна кар'єра
Народився в місті Бахчисарай, АР Крим. Футболом розпочав займатися у фейковій «Таврії» (Сімферополь). Потім на юнацькому рівні грав за вишгородський «Діназ» та скромний іспанський «Сент-Кугат».
У середині лютого 2021 року опинився в структурі ковалівського «Колоса», у складі якого виступав у ДЮФЛУ та чемпіонаті юнацьких (U-19) команд УПЛ. Вперше до заявки дорослої команди «Колоса» потрапив 13 листопада 2022 року на нічийний (0:0) виїзний поєдинок 13-го туру Прем'єр-ліги України проти київського «Динамо», але просидів на лаві запасних усі 90 хвилин. Загалом у листопаді 2022 року 2 рази потрапляв до заявки першої команди «Колоса».
6 квітня 2023 року перейшов до англійського «Сандерленда». За молодіжну (U-21) команду клубу дебютував 17 квітня 2023 року в програному (1:2) поєдинку Прем'єр-ліги Англії 2 проти «Вест-Бромвіча» (U-21). Тімур вийшов на поле в стартовому складі та відіграв увесь матч. За першу команду «Сандерленда» дебютував у квітні 2023 року, в товариських матчах проти «Гейтсгеда» та «Саут Шилдса».

## Кар'єра в збірній України
10 листопада 2023 року отримав дебютний виклик від Олега Кузнецова до юнацької збірної України U-19. У футболці збірної України U-19 дебютував 15 листопада 2023 року в переможному (3:1) домашньому матчі кваліфікації чемпіонату Європи проти збірної Мальти U-19. Тутєров вийшов на поле в стартовому складі та відіграв увесь матч, а на 88-й хвилині відзначився першим голом за юнацьку збірну України. Загалом у складі збірної U-19 відзначився 2-ма голами в 10-ти матчах.
У березні 2025 року отримав дебютний виклик від Дмитра Михайленка до юнацької збірної України (U-20).

## Досягнення
Юнацька збірна України (U-19):
 Бронзовий призер юнацького чемпіонату Європи: 2024